# Puchar Pokoju i Przyjaźni 1964
Sezon 1964 Pucharu Pokoju i Przyjaźni – drugi sezon Pucharu Pokoju i Przyjaźni. Mistrzem wśród kierowców został Jerzy Jankowski (Rak 64), natomiast mistrzostwo narodów wywalczył zespół NRD.

## Kalendarz wyścigów
Źródło: formula2.net
| Runda | Data           | Tor                  | Pole position  | Najszybsze okrążenie | Zwycięzca (kierowcy) | Zwycięzca (zespoły) |
| ----- | -------------- | -------------------- | -------------- | -------------------- | -------------------- | ------------------- |
| 1     | 25 lipca       | Hohenstein-Ernstthal | Max Byczkowski | Willy Lehmann        | Max Byczkowski       | NRD                 |
| 2     | 22 sierpnia    | Brno                 | ?              | Max Byczkowski       | Jerzy Jankowski      | ?                   |
| 3     | 5 września     | Pecz                 | ?              | ?                    | Jerzy Jankowski      | ?                   |
| 4     | 4 października | Kraków               | ?              | ?                    | Jerzy Jankowski      | Polska              |

## Klasyfikacja
| Legenda oznaczeń w tabelach wyników Wyświetl szablon na nowej stronie | Legenda oznaczeń w tabelach wyników Wyświetl szablon na nowej stronie                                                                     |
| Oznaczenie                                                            | Wyjaśnienie |
| --------------------------------------------------------------------- | --- |
| Złoty                                                                 | Zwycięzca lub mistrzostwo |
| Srebrny                                                               | 2. miejsce lub wicemistrzostwo |
| Brązowy                                                               | 3. miejsce lub II wicemistrzostwo |
| Zielony                                                               | Ukończył, punktował (w klasyfikacji generalnej, gdy zdobył co najmniej jeden punkt na przestrzeni sezonu, poza trzema powyższymi opcjami) |
| Niebieski                                                             | Ukończył, nie punktował (w klasyfikacji generalnej, gdy nie zdobył co najmniej jednego punktu na przestrzeni sezonu)                      |
| Czerwony                                                              | Nie zakwalifikował się (NZ) |
| Czerwony                                                              | Nie prekwalifikował się (NPK) |
| Różowy                                                                | Nie ukończył (NU) |
| Różowy                                                                | Niesklasyfikowany (NS) (w klasyfikacji generalnej, gdy nie został sklasyfikowany w żadnym wyścigu sezonu)                                 |
| Czarny                                                                | Zdyskwalifikowany (DK) |
| Czarny                                                                | Wykluczony (WYK/EX) |
| Biały                                                                 | Nie wystartował (NW) |
| Biały                                                                 | Kontuzjowany (K/INJ) |
| Biały                                                                 | Wyścig odwołany (OD/C) |
| Bez koloru                                                            | Został wycofany (WYC/WD) |
| Bez koloru                                                            | Nie przybył (NP/DNA) |
| Bez koloru                                                            | Nie brał udziału w treningach (NT/DNP) |
| Bez koloru                                                            | Nie został zgłoszony (–) |
| Pogrubienie                                                           | Start z pole position |
| Kursywa                                                               | Najszybsze okrążenie wyścigu |
| †                                                                     | Nie ukończył, ale jego rezultat został zaliczony ze względu na przejechanie więcej niż 90% dystansu wyścigu.                              |
| *                                                                     | Sezon w trakcie |
| 1/2/3                                                                 | Punktowana pozycja w sprincie kwalifikacyjnym                                                                                             |
| Lista systemów punktacji Formuły 1                                    | |

### Kierowcy
| Poz. | Kierowca              | SCH | BRN | PCZ | KRK | Punkty |
| ---- | --------------------- | --- | --- | --- | --- | ------ |
| 1    | Jerzy Jankowski       | -   | 4   | 1   | 1   | 25     |
| 2    | Max Byczkowski        | 1   | 1   | NU  | NU  | 20     |
| 3    | Siegfried Seifert     | 3   | 3   | 3   | 2   | 20     |
| ?    | Frieder Rädlein       | 2   | 2   | NU  | ?   |        |
| ?    | Hans Roediger         | NU  | ?   | 2   | 5   |        |
| ?    | Władysław Szulczewski | NU  | ?   | 5   | 3   |        |
| ?    | Longin Bielak         | 8   | 6   | 4   | 6   |        |
| ?    | Peter Findeisen       | 4   | ?   | ?   | ?   |        |
| ?    | Henryk Nowak          | -   | ?   | ?   | 4   |        |
| ?    | Christian Pfeiffer    | 5   | ?   | ?   | 8   |        |
| ?    | Heinz Melkus          | 9   | 5   | NU  | ?   |        |
| ?    | Alois Gbelec          | 6   | ?   | ?   | 10  |        |
| ?    | István Sulyok         | 13  | 14  | 6   | 12  |        |
| ?    | Ferenc Kiss           | -   | NU  | 7   | 9   |        |
| ?    | Jiří Gajdoš           | 7   | ?   | ?   | ?   |        |
| ?    | Vladimír Valenta      | -   | 7   | ?   | ?   |        |
| ?    | Władysław Paszkowski  | -   | ?   | ?   | 7   |        |
| ?    | Tibor Széles          | 11  | NU  | 8   | NU  |        |
| ?    | Ferenc Demmel         | 10  | 18  | ?   | 11  |        |
| ?    | Siegmar Bunk          | 12  | ?   | ?   | ?   |        |
| ?    | Willy Lehmann         | NU  | ?   | ?   | ?   |        |
| ?    | Siegfried Leutert     | NU  | ?   | ?   | ?   |        |
| ?    | Grzegorz Timoszek     | NU  | ?   | ?   | ?   |        |

### Zespoły
| Miejsce | Zespół         | Punkty |
| ------- | -------------- | ------ |
| 1       | NRD            | 49     |
| 2       | Polska         | 39     |
| 3       | Węgry          | 9      |
| 4       | Czechosłowacja | 8      |